# Fonte Sotterra

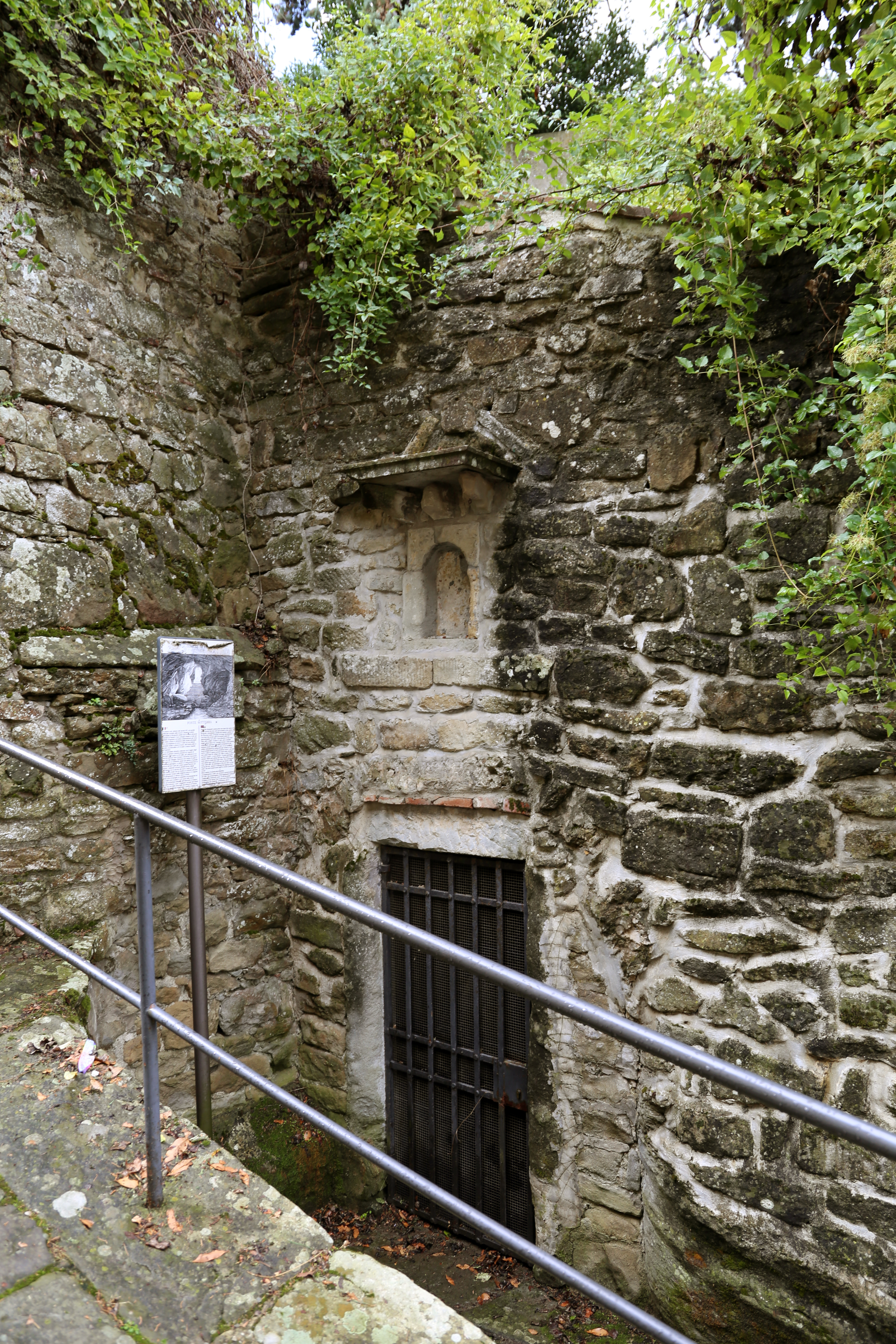
Ingresso

La Fonte Sotterra è una sorgente sotterranea a Fiesole, situata nell'antico "Borgunto", un borgo di scalpellini alle pendici di Monte Ceceri.

## Storia e descrizione
Si tratta di una grotta artificiale scavata nella roccia (galestro), che scende per circa 32 metri e mezzo, a una profondità di 14 metri e mezzo rispetto alla strada, fino un bacino sotterraneo in cui sono raccolte le numerose vene d'acqua che sgorgano dalla parete rocciosa.
Il nome della grotta è attestato dal XVI secolo, ma è possibile che la sua origine sia molto più antica (nell'Ottocento, senza evidenti prove, la si riteneva etrusca). In fondo alla scalinata d'accesso, la camera principale presenta un cunicolo di materiale di riporto, normalmente sommerso, che permette l'utilizzo della fonte anche nei periodi di secca. Numerosi graffiti, lungo le pareti, riportano i nomi di famiglie di scalpellini della zona.
La temperatura costante ci circa 13 gradi faceva sì che la grotta venisse usata come cambusa per alimenti, soprattutto frutta e ortaggi. Ciò venne proibito per questioni igieniche all'inizio del XX secolo. Durante la seconda guerra mondiale fu creato una seconda via d'accesso in occasione dell'utilizzo come rifugio antiaereo. Di fatto, dal secondo dopoguerra, si è interrotto il suo secolare utilizzo per l'approvvigionamento idrico.